# 特定恐惧症
（中国大陆又译特定恐怖症），世卫组织称特定的恐怖，是对某种特定的物体或情景有不合理的害怕。
当患者接触这些物体和场景时，他们会立即感到特有的恐惧。DSM-IV-TR根据患者所害怕物体的来源将特殊恐惧症分为如下几类：血和注射、情景（如飞机、电梯）的幽閉恐惧症，动物和自然环境（如高处、水）的恐惧症。一些特殊恐惧症，如动物恐惧、血恐惧、鬼恐懼、黑暗恐懼和牙齿恐惧可以追溯到儿童期。大部分儿童都会经历某一恐惧，比如害怕黑暗、害怕陌生人、害怕死亡和虚幻的物体等，但是它们大多都能自行消散。其他一些恐惧症，如吞咽恐惧症可能由吞咽食物时引发的创伤性事件所致。
特殊恐惧症有时也和其他心理障碍相伴出现。例如，2/3伴有广场恐惧症的恐惧障碍患者也会遭遇某一特殊恐惧症，如情景恐惧症、牙齿恐惧症、血伤害恐惧症、自然环境恐惧症。这些恐惧症在伴有广场恐惧症的惊恐障碍形成的多年前已经出现。在某些案例中，害怕死亡可能和惊恐障碍的发展有一定的联系。特殊恐惧症对个人生活的影响取决于恐惧性刺激是否经常出现在个体的生活中。有些事物较其他事物容易避开，当人们所害怕的狗、昆虫或水这些常见的事物时，想要避开就要煞费苦心，而且可能大大地限制了他们的活动。
美国每年有9%的人有特殊恐惧症的症状。在一个人一生中的某段时间，可能有11%的人发展为此症。美国、加拿大和欧洲的研究发现，此症的女性患者数量超过男性，其比率为2：1，并且女性较早地发展为恐惧症状（女性：10岁，男性：14岁）。特殊恐惧症的流行率及所害怕的事物，也会因为文化和种族的不同而有所不同。

## 个案研究
- 蜘蛛恐惧症（arachnophobia）
- 懼高症（aerophobia）